# Policía de Corrientes

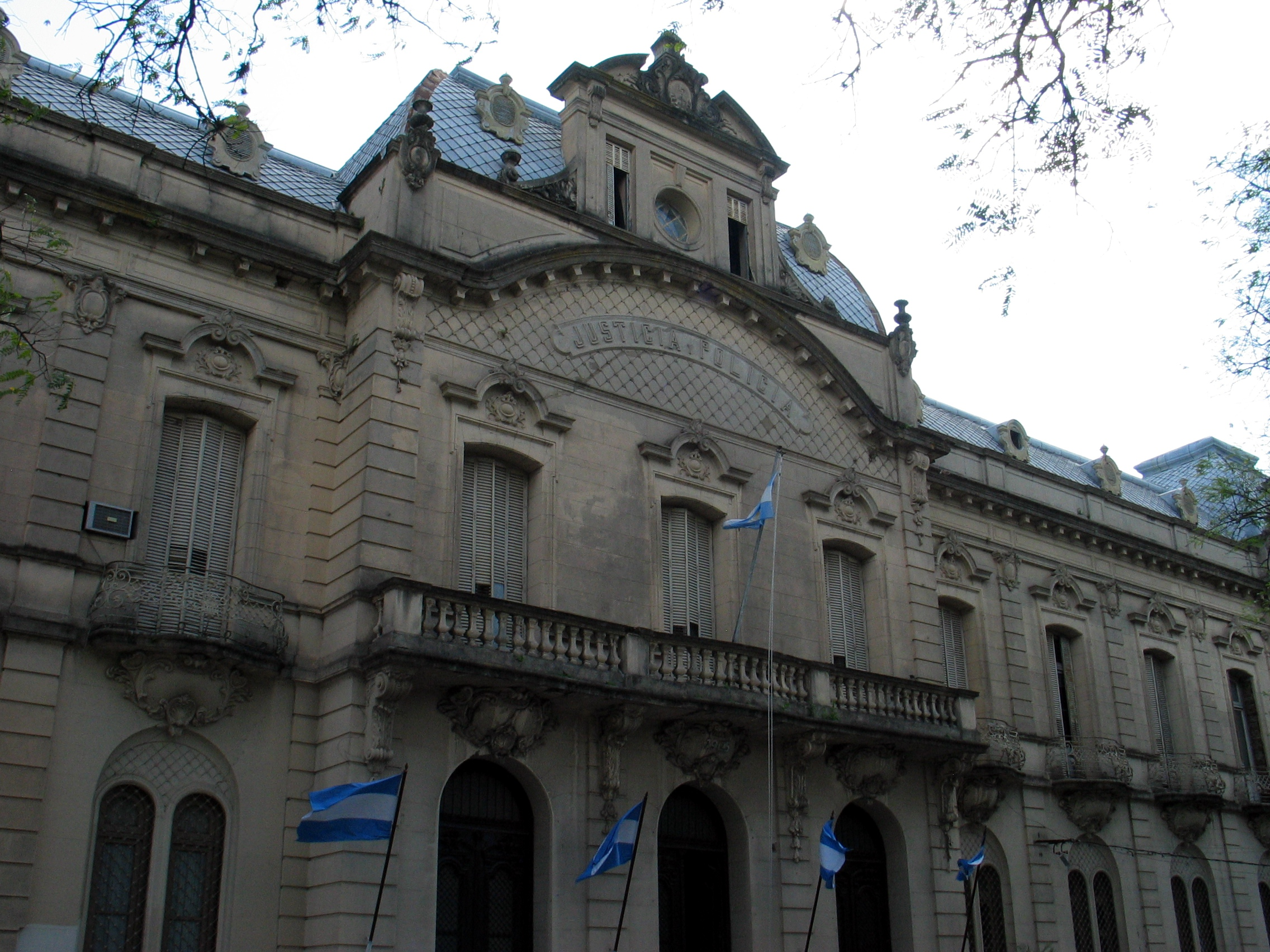
Sede de la Jefatura de Policía, calle Quintana 853.

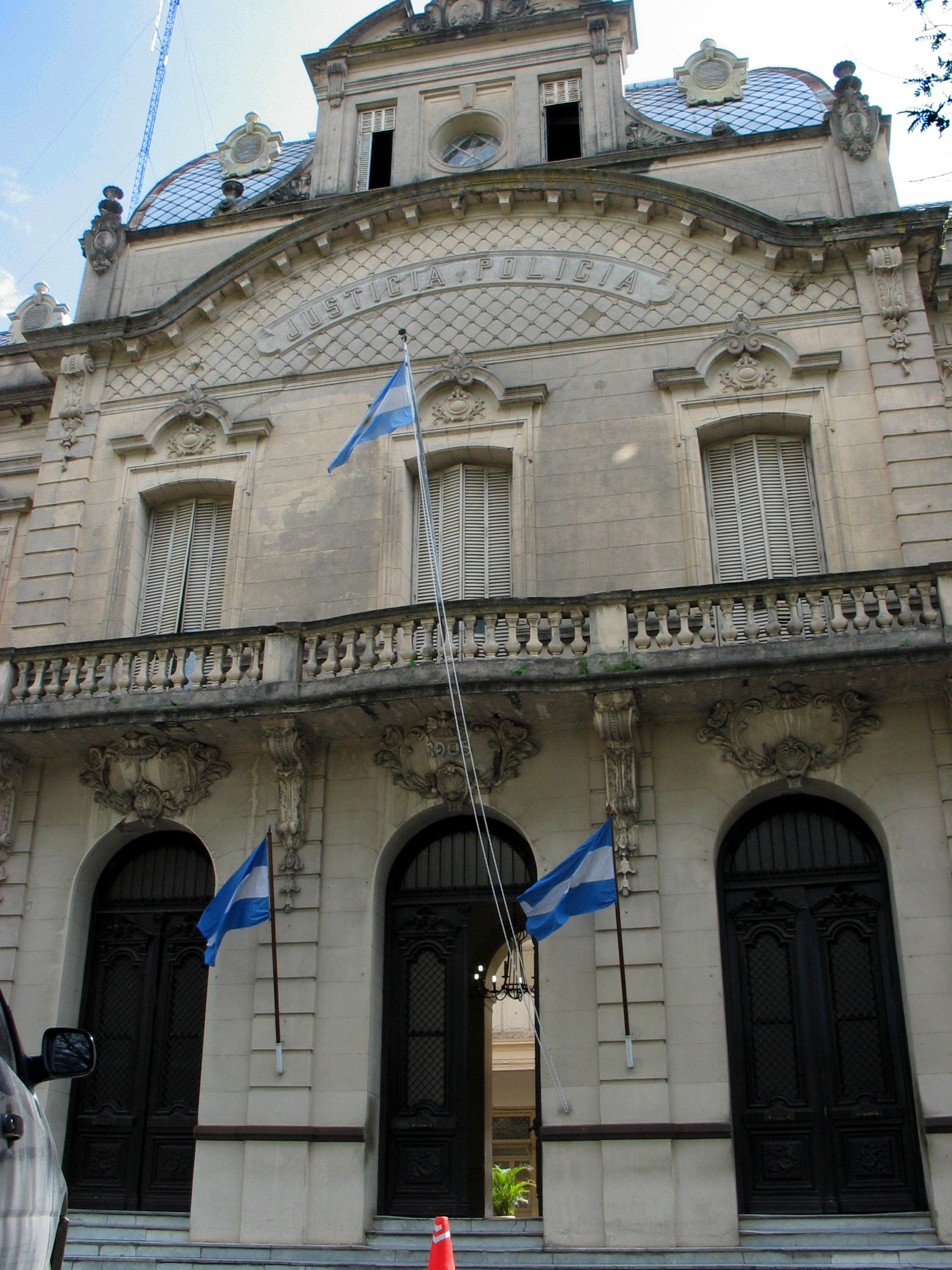
Jefatura de Policía. Conocida como Casa de los Martínez.

La Policía de Corrientes está a cargo de la seguridad pública de los habitantes de la provincia de Corrientes, Argentina.

## Organigrama
Sus autoridades están delegadas en los comisarios generales, encabezada por el jefe de Policía, seguido del subjefe y los directores generales:
- Dirección General de Seguridad y Prevención del Delito
- Dirección General de Asuntos Judiciales y Represión del Delito
- Dirección General de Personal y Formación Policial
- Dirección General de Coordinación e Interior
- Dirección General de Seguridad Vial
- Dirección General de Seguridad Rural y Ecológica

Las dependencias policiales se dividen en áreas:
- Capital
- Unidad Regional I (San Luis del Palmar)
- Unidad Regional II (Goya)
- Unidad Regional III (Curuzú Cuatiá)
- Unidad Regional IV (Pasó de los Libres)
- Unidad Regional V (Santo Tomé)
- Unidad Regional VI (Ituzaingó)
- Unidad Regional VII (Saladas)

Las Regionales dependen de la “Dirección General de Coordinación e Interior”.

## Reseña histórica
El 3 de abril de 1588, con la fundación de la ciudad de Corrientes, esta Policía tiene sus comienzos pues se instala el Cabildo y Corregimiento, cuya autoridad se regía por la Legislación de Indias. 
El Cabildo funcionó hasta el 31 de diciembre de 1824, y la Constitución Provincial reformada de conformidad a las ideas del Triunvirato donde las funciones del Cabildo eran ejercidas por Gobernadores, Intendentes y en el artículo 14 de la reforma establecía que la Autoridad Policial quedaba a cargo del Alcalde Mayor que dependía del Gobernador de Corrientes.
El 4 de febrero de 1825 el gobernador Dr. Pedro Ferré dictó un decreto donde disponía las funciones de la Policía:
- establecer el orden,
- el cuidado de la Plaza de Abasto,
- mantenimiento del orden y las buenas costumbres,
- evitar la vagancia,
- encauzar la convivencia pacífica,
- obligar a los padres a enviar a sus hijos a la escuela,
- se establecía castigo al que fuese hallado en estado de ebriedad,
- los que profirieran palabras obscenas o insultos, a los que se detenía por vagancia,
- se prohibía el juego de naipes y la portación de armas, como así también el galope y juego de carreras en las calles,
- ordenaba a las tiendas y pulperías a mantener un farol desde la oración hasta el toque de queda en las noches oscuras —durante este lapso no entraba ningún carruaje a la ciudad sin la autorización escrita del Juez Policía,
- el Juez Policía tenía que visitar cada seis meses las escuelas, inspeccionar el estado intelectual de los alumnos, informando al Gobierno central los progresos de los jóvenes.

Crearon los comisarios de Campaña que cumplían la función de recaudadores por los movimientos del ganado vacuno, que luego eran destinados al pago de los policías. Con la enseñanza pública en expansión en ámbitos de la provincia, aumentan el número de celadores de la policía (agentes) como también sus funciones: obligar a los dueños a mantener limpios los baldíos, frentes y calles, inspeccionar las mensuras de las nuevas posesiones, controlar precios de elementos para consumo familiar.
En 1847 comenzó la era de los Jefes de Policía con el alcalde mayor D. Domingo La Torre, el Coronel Alejandro Azula, D. Manuel Fernández y Gómez, entre otros.
En 1901 dictaron el Código de Policía de la Provincia de Corrientes, fue una obra de avanzada porque sus preceptos estaban contenidos en libros, títulos y capítulos:
- Libro I: Las funciones de la Policía
- Libro II: La parte administrativa y judicial
- Libro III: Las contravenciones
- Libro IV: Los procedimientos
- Libro V: Los registros policiales, aquí aparece la Cédula de Identidad y los antecedentes individuales.

En 1936 crearon el “Cuerpo de Bomberos” de la Capital, pero recién en 1944 se estableció el servicio organizado del Cuerpo de Bomberos.
En 1944 organizaron el primer curso de aspirantes a Agentes de Policía y se autoriza la compra de 163 caballos con monturas, 3 automóviles, 5 camiones, 10 bicicletas y un carro celular. 
En 1952 el curso de aspirantes se convierte en la "Escuela de Agentes de Policía" y en 1953 crearon la “Escuela de Policía”, organismo de preparación a los futuros Oficiales de Policía.
En 1953 dictaron “Cursos de Capacitación y Perfeccionamiento para Oficiales”.
En 1967 crearon la Escuela de Cadetes.
En 1981 crearon la Escuela Superior de Policía para Oficiales, Jefes y Subalternos.
En 1994 crearon la Escuela de Suboficiales y Agentes.
Hoy se estructura conforme a la Ley 4918.